# 阿尔卡特 (移动设备)
阿爾卡特（Alcatel）是TCL集團及Atlinks的開發移動設備部門，主要負責手機業務，在中國則以TCL通訊（TCL Communication）的名義經營。

## 事件
- 2004年2月，TCL通訊正式註冊成立，成為惠州TCL移動通信有限公司（「TCL移動」）的控股公司。
- 2004年4月，成立TCL移動數碼西部研發中心，建議將TCL通訊獨立上市，分立TCL通訊與TCL多媒體科技控股有限公司（「TCL多媒體」）。
- 2004年5月，TCL移動與美國Silicon Laboratories成立聯合開發實驗室。
- 2004年6月，與阿爾卡特簽定成立T&A的協議。
- 2004年9月，TCL通訊於香港聯合交易所主板上市。T&A正式開始營運。
- 2004年12月，委任袁信成先生為本公司之執行董事及郭愛平博士為本公司之董事總經理。
- 2005年1月，T&A移動電話有限公司（「T&A」）委任劉飛博士為首席執行官。
- 2005年5月，發行可換股票據以增強集團財務狀況。與阿爾卡特簽定框架協議，以進一步發展T&A業務。
- 2005年6月，委任劉飛博士為本公司之首席執行官。
- 2005年7月，完成框架協議。T&A成為TCT全資附屬公司。
- 2005年9月，新系列具核心價值之手機型號於30美元以下投標中，獲GSM協會高度評價。
- 2005年12月，建議公開發售新股份予現有股東，以籌集約6億港元資金。
- 2007年2月，攜Alcatel系列新品參加2007年在巴塞羅那舉行的3GSM世界大會，受到廣泛關注。
- 2007年3月，參加在美國佛羅里達奧蘭多召開的2007 CTIA WIRELESS展會，進軍北美市場。
- 2007年4月，發行4500萬美元之零息可換股債券，用作企業一般營運資金及再融資若干現有的債務。
- 2007年6月，TCL集團在北京舉行新聞發布會，發布TCL品牌新戰略「創意感動生活」。發行兩億六千八百萬港元新股給策略性投資者及完成收購聯合研發公司JRDC，致力於加強產品開發能力。
- 2007年9月，延長10年阿爾卡特商標使用權至2024年。單月產量突破150萬台。
- 2007年10月，CEO劉飛在北京新聞發布會上宣佈在中國市場重新啟動阿爾卡特品牌，其品牌定位為時尚科技，並與RIM公司合作將黑莓8700手機帶到中國市場。
- 2015年12月21日，TCL通訊的Alcatel OneTouch Idol 3手機榮獲美國芝加哥雅典娜建築暨設計博物館頒發的「Good Design Award」大獎。
- 2016年2月23日，TCL通訊在巴賽隆納舉辦新品發佈會，發佈Alcatel Idol 4及Alcatel Idol 4S手機，同時發佈其首款搭載Windows 10作業系統的二合一平板電腦Alcatel Plus 10；當天，TCL通訊也宣佈了其旗下品牌由Alcatel OneTouch簡化為Alcatel。[1]

## 外部連結
- （英文）阿爾卡特全球 （页面存档备份，存于）
- （繁體中文）阿爾卡特台灣
- （繁體中文）阿爾卡特香港 （页面存档备份，存于）
- （英文）阿爾卡特全球（Atlinks） （页面存档备份，存于）
- （简体中文）阿爾卡特中國（Atlinks） （页面存档备份，存于）
- （英文）TCL通訊全球 （页面存档备份，存于）
- （简体中文）TCL通訊中國